# Sclerodiscus nitens
Sclerodiscus nitens är en svampart som beskrevs av Pat. 1890. Sclerodiscus nitens ingår i släktet Sclerodiscus, divisionen sporsäcksvampar och riket svampar.   Inga underarter finns listade i Catalogue of Life.